# Vuelo 601 de Sita Air
El Vuelo 601 de Sita Air fue un vuelo regional operado por Sita Air entre Katmandú,  Nepal y Lukla, Nepal que se estrelló el 28 de septiembre de 2012, matando a las diecinueve personas que viajaban a bordo.  El avión se estrelló en una de las orillas del río Manohara mientras el avión efectuaba su regreso al Aeropuerto Internacional Tribhuvan después de lo que se sospecha que fue un choque con un pájaro.

## Avión

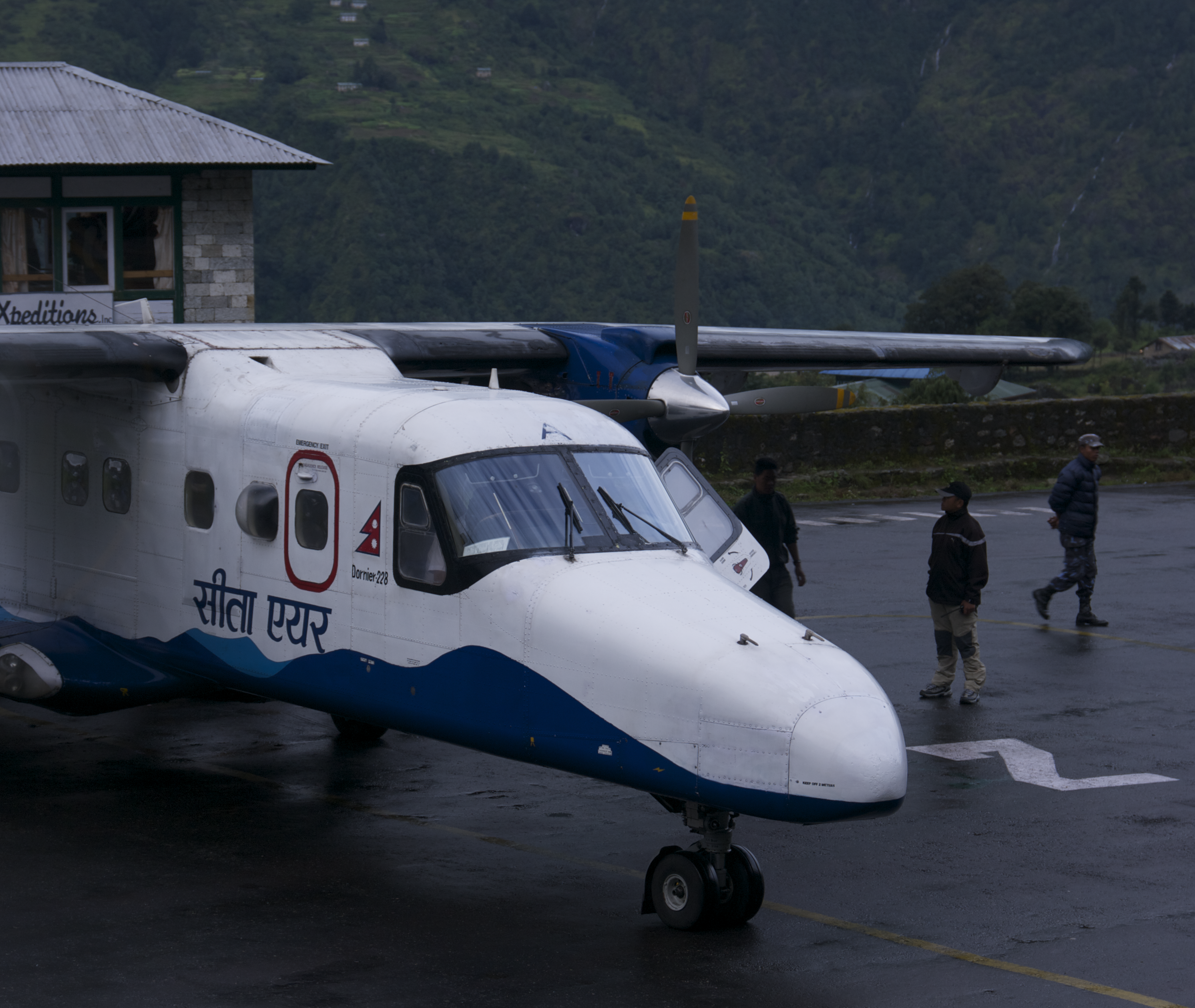
El avión accidentado en 2011.

El avión era un turbohélice bimotor civil Dornier 228-202, en vuelo regular de la transportista aérea nepalí Sita Air, con registro 9N-AHA.
Fue producido por la planta de aeronaves alemana "Dornier Flugzeugwerke" en la Unión Europea como Dornier 228-202 y estaba en servicio desde el 8 de abril de 1987, es decir, durante más de veinticinco años.

## Accidente
El Vuelo 601 de Sita Air despegó del Aeropuerto Internacional de Tribhuvan, Katmandú, las 6h14 min (hora local). Transportando 16 pasajeros y 3 tripulantes, la aeronave tenía como destino la ciudad turística de Lukla, localizada en al pie del Himalaya, cuyo aeropuerto local posee una de las menores y más peligrosas pistas del mundo, con cerca de 460 m de largo. Un minuto después del despegue, se cree que la aeronave chocó con un pájaro, incendiándose enseguida. La aeronave cayó en una región próxima del río Manohara, desintegrándose con el choque en el suelo. A causa del incendio a bordo y de la posterior caída al suelo, ningún de sus 19 ocupantes sobrevivió, habiéndose encontrado los cuerpos completamente carbonizados.

## Investigación
Tras la caída, decenas de hombres del ejército nepalí fueron enviados al lugar de la caída, auxiliando en la búsqueda entre los restos y a combatir las llamas causadas por la aeronave incendiada que amenazaban algunas residencias próximas al lugar de la caída.
Según las autoridades del aeropuerto de Katmandú y de la Dirección de Aviación Civil de Nepal, el Dornier 228 se chocó un pájaro, que provocaría un incendio a bordo. El fuego afectaría a partes vitales de la aeronave, causando la caída del aparato. Las cajas negra de la aeronave fueron encontradas y podrán ser utilizadas para descubrir mayores detalles sobre la caída.
La AAIB británica envió un equipo para ayudar en la investigación iniciada por Nepal sobre la causa del siniestro.

## Fallecidos
Todos a bordo murieron en el accidente. Las nacionalidades de los fallecidos eran las siguientes.
| Nacionalidad   | Muertos   | Muertos     | Total |
| Nacionalidad   | Pasajeros | Tripulantes | Total |
| -------------- | --------- | ----------- | ----- |
| Nepal          | 4         | 3           | 7     |
| China          | 4         | 0           | 4     |
| Estados Unidos | 1         | 0           | 1     |
| Reino Unido    | 7         | 0           | 7     |
| Total          | 16        | 3           | 19    |